# Dactyloscopus
Dactyloscopus är ett släkte av fiskar. Dactyloscopus ingår i familjen Dactyloscopidae.
Arterna förekommer i östra Stilla havet och västra Atlanten kring Amerika. Maximallängden varierar mellan 3 och 9 cm hos de kända arterna.
Arter enligt Catalogue of Life och Fishbase:
- Dactyloscopus amnis
- Dactyloscopus boehlkei
- Dactyloscopus byersi
- Dactyloscopus comptus
- Dactyloscopus crossotus
- Dactyloscopus elongatus
- Dactyloscopus fallax
- Dactyloscopus fimbriatus
- Dactyloscopus foraminosus
- Dactyloscopus heraldi
- Dactyloscopus insulatus
- Dactyloscopus lacteus
- Dactyloscopus lunaticus
- Dactyloscopus metoecus
- Dactyloscopus minutus
- Dactyloscopus moorei
- Dactyloscopus pectoralis
- Dactyloscopus poeyi
- Dactyloscopus tridigitatus
- Dactyloscopus zelotes